# 의성기천정사
의성기천정사는 대한민국 경상북도 의성군 점곡면 동변리 1209-1에 있는 건축물이다. 2017년 8월 1일 의성군의 문화유산 제38호로 지정
되었다.

## 개요
철종 11년(1860)에 지방 선비의 공의로 안동권씨 입향조인 권식(權軾,1363～1425)을 제향하던 기천리사(沂川里社)가 건립되었는데, 1896년 일병(日兵)의방화로 소실되었다. 그 뒤 1934년에 종중의 공의로 기천리사 터에 지금의 기천정사를건립하였고, 2005～2007년 대대적인 보수를 거쳐 오늘에 이르고 있다.권식은 자가 자여(子輿), 호는 행정(杏亭)이다.